# 일리만 은디아예
일리만 셰이크 바로이 은디아예(프랑스어: Iliman Cheikh Baroy Ndiaye, 2000년 3월 6일 ~ )는 세네갈의 축구 선수이다. 포지션은 공격형 미드필더이며, 현재 잉글랜드 프리미어리그의 클럽인 에버턴 FC에서 활약하고 있다.